# Ta (Kana)
た, in Hiragana, oder タ in Katakana, sind japanische Zeichen des Kana-Systems, die eine Mora repräsentieren. Beide repräsentieren [ta].  た stammt vom Chinesischen Zeichen 太 ab, während タ vom 多 abstammt.
| Form                                  | Rōmaji | Hiragana        | Katakana        |
| ------------------------------------- | ------ | --------------- | --------------- |
| Normal t- (た行 ta-gyō)               | Ta     | た              | タ              |
| Normal t- (た行 ta-gyō)               | Tā     | たあ, たぁ たー | タア, タァ ター |
| Zusätzliches dakuten d- (だ行 da-gyō) | Da     | だ              | ダ              |
| Zusätzliches dakuten d- (だ行 da-gyō) | Dā     | だあ, だぁ だー | ダア, ダァ ダー |

## Strichfolge

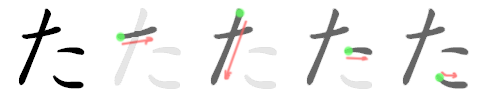
Strichfolge für た

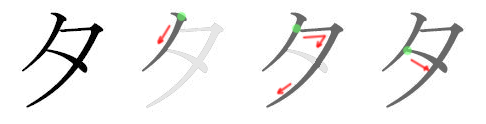
Strichfolge für タ

| Strichfolge für た | Strichfolge für タ |

## Weitere Darstellungsformen
- In japanischer Brailleschrift:

- Japanisches Winkeralphabet